# Aphidius frumentarius
Aphidius frumentarius är en stekelart som beskrevs av Latteur 1979. Aphidius frumentarius ingår i släktet Aphidius och familjen bracksteklar. Inga underarter finns listade i Catalogue of Life.